# Alois Strnad
Alois Strnad (1. října 1852, Praha-Malá Strana – 26. května 1911, Kutná Hora) byl český matematik a geometr, dlouholetý redaktor Časopisu pro pěstování matematiky a fysiky a spolupracovník Ottova slovníku.

## Život a působení
Po studiu české reálky a polytechniky v Praze (pozdější ČVUT) byl od roku 1873 asistentem na katedře deskriptivní geometrie, v letech 1876–1891 profesorem na reálce v Hradci Králové, pak na reálce v Ječné ulici v Praze a od roku 1896 ředitelem reálky v Kutné Hoře. Roku 1893 se stal dopisujícím členem České akademie.
Napsal řadu gymnazijních učebnic, desítky článků pro Časopis pro pěstování matematiky a fysiky a asi 50 hesel do Ottova slovníku.